# ثعبان حدوة الحصان
ثعبان حدوة الحصان (الاسم العلمي: Hemorrhois hippocrepis) (بالإنجليزية: Horseshoe whip snake)‏ هو نوع من الثعابين غير السامة من فصيلة الأحناش، هذا النوع موطنه جنوب غرب أوروبا وشمال إفريقيا.
ويدعى محليًا في المغرب بـبولفلوس أو بومرايات.

## الإنتشار و الموطن
يوجد ثعبان حدوة الحصان في شمال المغرب والجزائر وتونس ويوجد أيضا في البرتغال وجنوب إسبانيا وبعض الجزر الأوروبية، يفضل العيش في الغابات والسهول والمناطق الزراعية وهو دائم الإحتكاك مع الناس سواء في البادية وحتى في المدن أحيانا.

## الوصف
يمكن أن يصل طول الأقصى لهذا الثعبان إلى 180 سم (1.8 متر)، جسمه نحيل ورأسه أعرض من رقبته، العين كبيرة وبؤبؤ العين مستدير، يكون لون لون هذا الثعبان مصفرًا أو زيتونيًا أو ضارب إلى الحمرة، بظهر هذا الثعبان سلسلة من البقع الكبيرة التي تكون إما سوداء أو بنية داكنة ذات حواف سوداء وهناك سلسلة من البقع الصغيرة الداكنة على كل جانب وتوجد علامة خفيفة على شكل حدوة حصان على الرقبة وظهر الرأس وهذا ما أعطاه إسمه الحالي، ومن الجدير بالذكر أنه ثعبان غير سام إطلاقا.

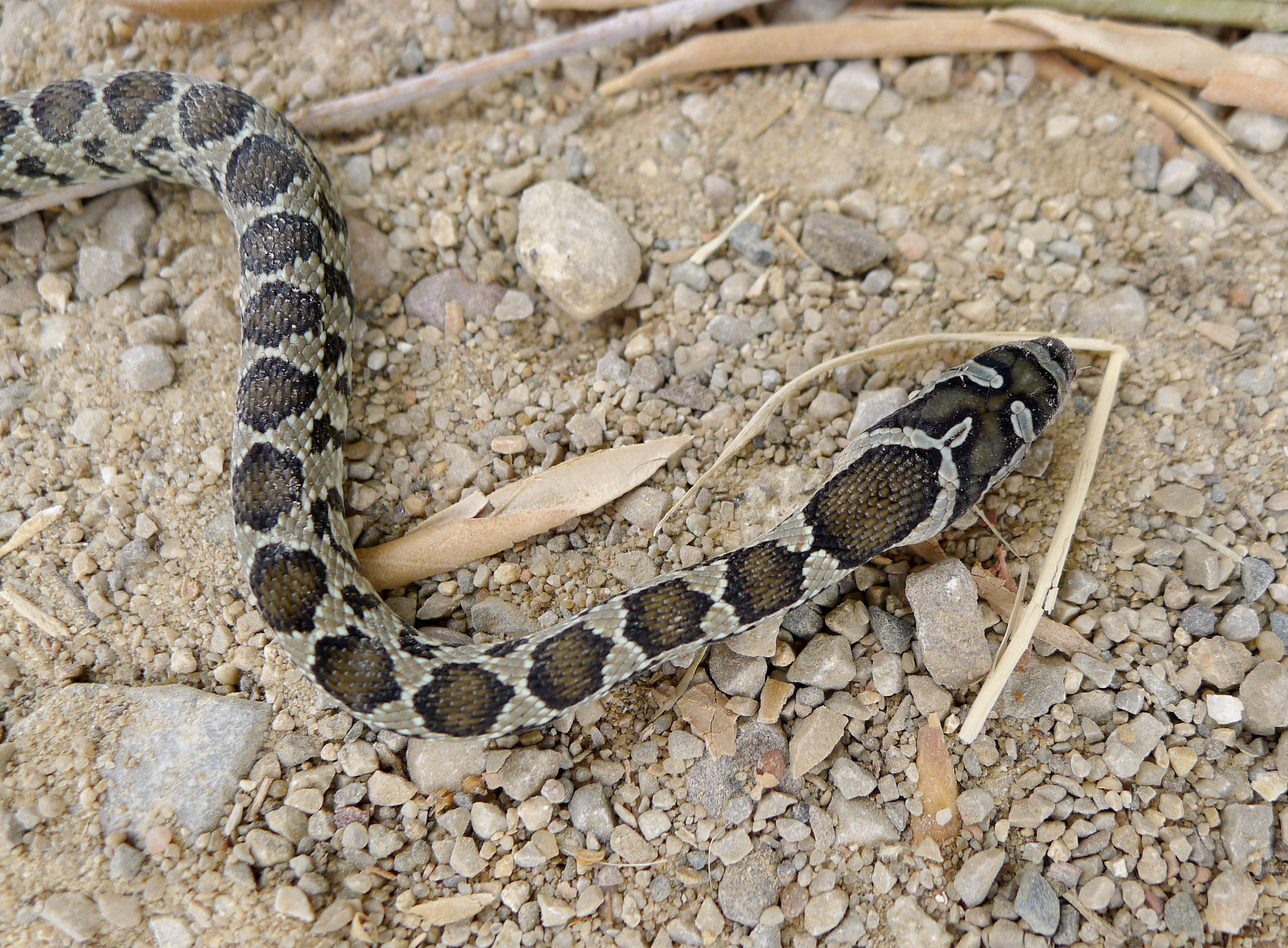
يمكن ملاحظة شكل حدوة الحصان في رأس الثعبان في هذه الصورة بوضوح

## الغذاء
يأكل هذا الثعبان القوارض والزواحف والطيور الصغيرة وبهذا يكون مفيدا في المزارع لأنه فعال ضد إنتشار الفئران والجرذان في الحقول.

## العلاقة مع البشر

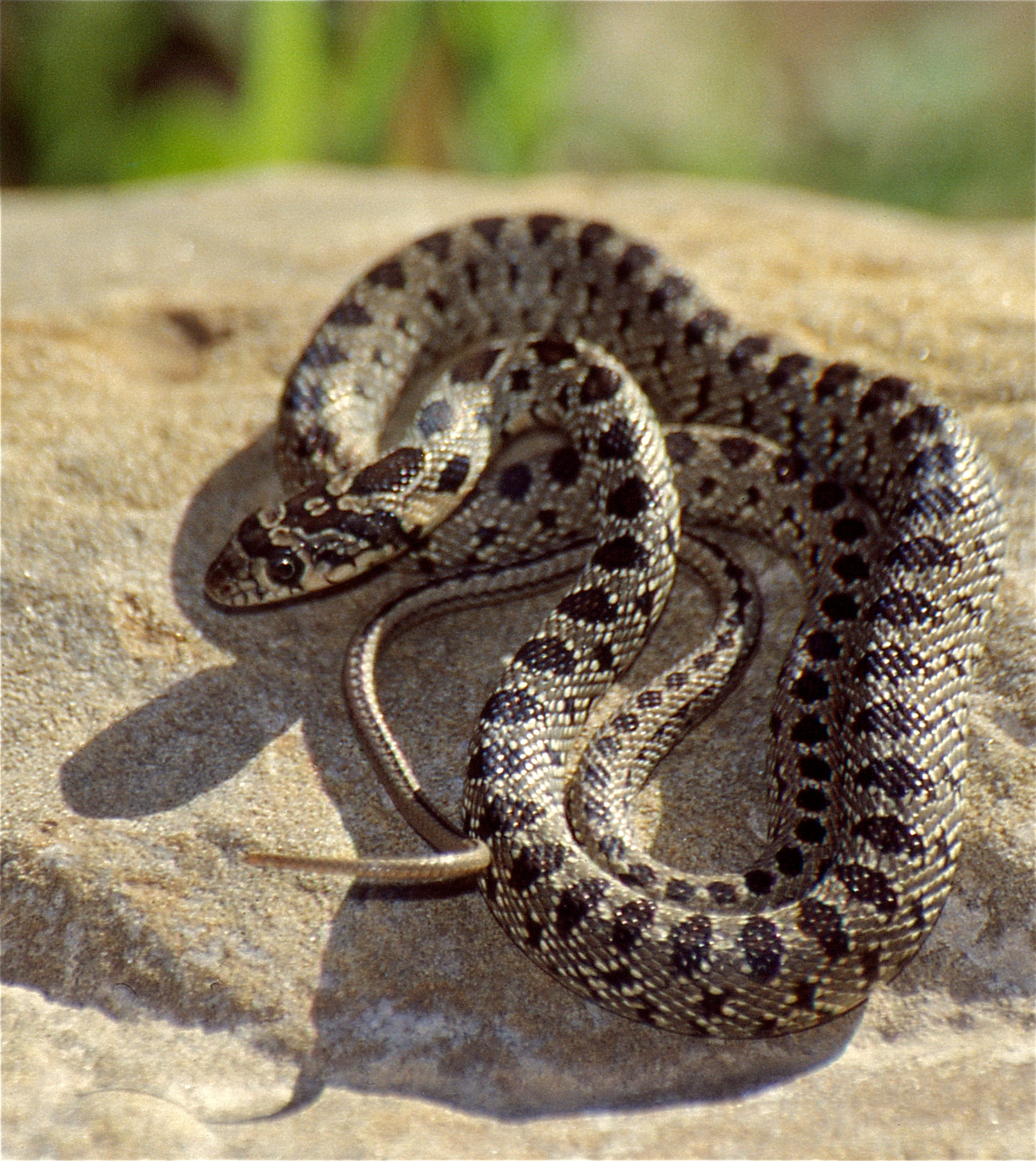
صغير ثعبان حدوة الحصان من إسبانيا

هذا الثعبان يحتك بالبشر كثيرًا في القرى والمدن وهناك من يعرف فوائده ويتركه في حقله أو حديقته ليأكل القوارض المزعجة ولكن نسبة من الناس يقتلونه في الكثير من الأحيان ظنا منهم أنه سام وخطير وهو ليس كذالك أبدا.